# Unió Esportiva Sant Julià
La Unió Esportiva Sant Julià (també coneguda com a Tic Tapa Unió Esportiva Sant Julià per motius de patrocini) és un club andorrà de futbol de la ciutat de Sant Julià de Lòria. L'equip juga la Lliga andorrana de futbol des de la seva primera realització.

## Història

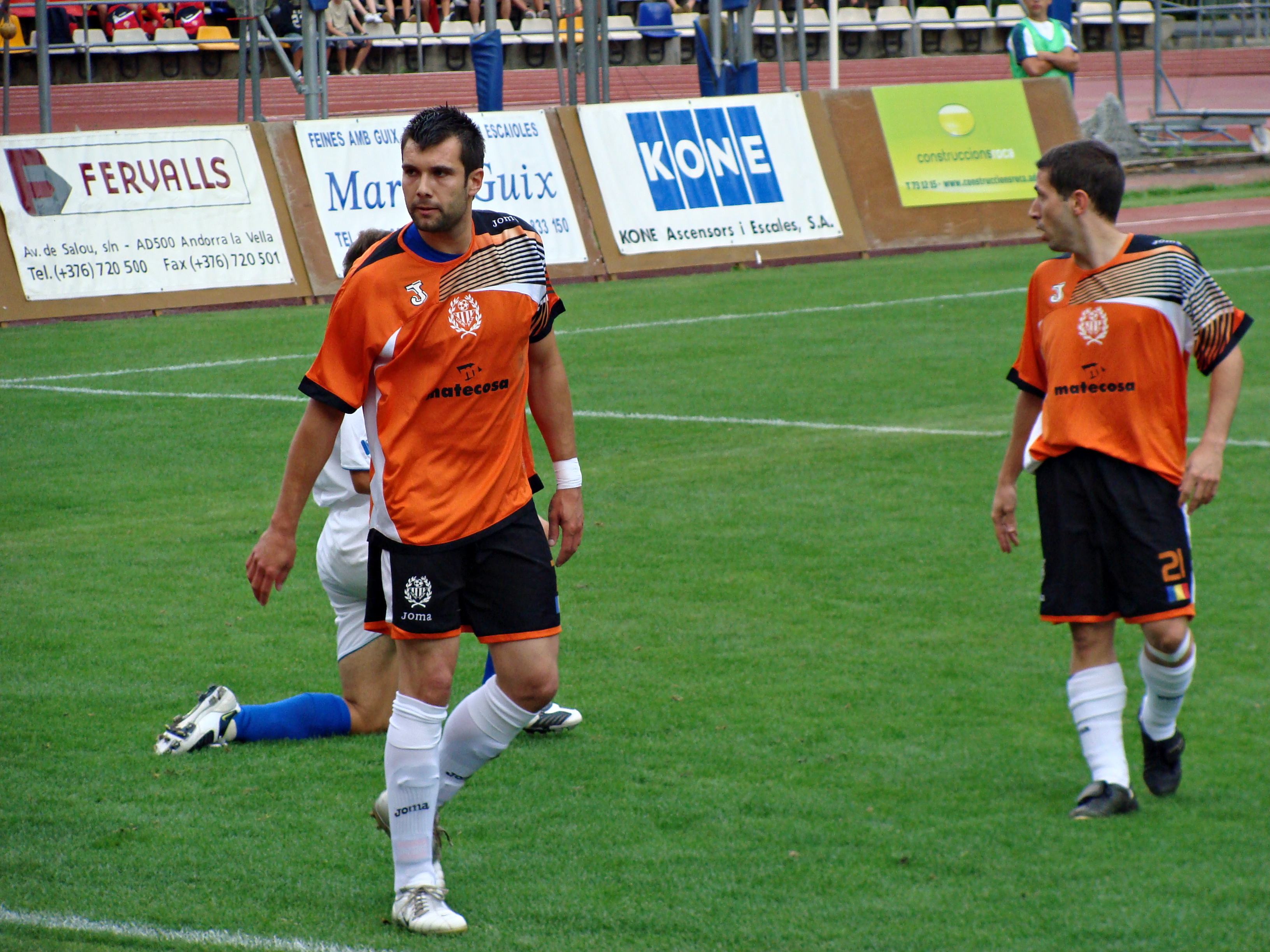
UE Sant Julià davant SP Tre Fiori a la Lliga de Campions de la UEFA 2009-10.

El club va ser fundat l'any 1982. Fins a l'any 2017 el club ha guanyat dues lligues i cinc copes andorranes.
El club participà en la Copa Intertoto de 2006-07. Els lauredians van fer història aconseguint que per primera vegada un club andorrà passes una ronda a una competició d'UEFA: a la temporada 2009-10 de la Lliga de Campions de la UEFA, el Sant Julià va assolir la segona ronda després d'eliminar l'SP Tre Fiori de San Marino per penals (1-1 en ambdós partits).
Va ser conegut com "l'equip taronja", malgrat de moment juga amb l'equipació verd.

## Palmarès
- 2 Lliga andorrana de futbol: 2004-05, 2008-09
- 2 Supercopa andorrana de futbol: 2004, 2009
- 5 Copa Constitució: 2008, 2010, 2011, 2014, 2015